# Blumenau Esporte Clube (1919)
O Blumenau Esporte Clube, popularmente conhecido como BEC, foi um clube de futebol sediado em Blumenau, Santa Catarina. Fundado em 1919 com o nome de Brasil Football Club,[carece de fontes?] mudou-o em 1936 para Recreativo Brasil Esporte Clube devido a problemas financeiros. Em 1944, após lei federal devido à Segunda Guerra Mundial, o clube passou se chamar Palmeiras Esporte Clube, por se localizar na então Rua das Palmeiras, e ganhou notoriedade estadual durante as décadas seguintes. Inspirado no desejo de antigos dirigentes do clube, em 1980 passou a ter o nome de Blumenau Esporte Clube. Ganhou destaque nacional disputando o Campeonato Brasileiro das séries B e C, e a Copa do Brasil, até 1998, quando, atolado em dívidas foi desativado. O clube ressurgiu em 2003 e durou apenas um ano, antes de fechar as portas novamente.
As  cores oficiais do time são: verde, grená e branco, simbolizando a união das duas equipes clássicas: Palmeiras (que usava verde e branco) e Olímpico (que usava grená e branco) e seu mascote era o urso.

## História

### Início (1919 - 1944)
Em 19 de Julho de 1919 foi fundado o primeiro clube de futebol de Blumenau chamado Brasil Football Club.[carece de fontes?] Junto com a Sociedade Desportiva Blumenauense, eram os dois principais clubes da cidade, trazendo a população da cidade para os estádios e criando a saudável rivalidade entre clubes da mesma cidade. O futebol estava começando a se popularizar no estado e não havia torneios expressivos, limitando-se a partidas amistosas. Pouco depois, com a criação da Liga Santa Catharina de Desportos Terrestres, começou a ser realizado um campeonato estadual, no qual os clubes de Blumenau passaram a competir. O Brasil conquistou dois vice-campeonatos seguidos em 1927 e 1928, ambos perdendo para o Avaí.[carece de fontes?]
Em 1936, mudou a razão social do clube para Recreativo Brasil Esporte Clube, devido a sérios problemas financeiros, que com essa mudança, desapareceram. Mesmo com a modificação, o Brasil continuou forte, com uma grande torcida e venceu os campeonatos da Liga Blumenauense de Futebol, criada em 1941 e que realizava um torneio com todos os times da cidade (Amazonas Esporte Clube, Brasil, América, Vasto Verde e Blumenauense), em 1941 e 1942.

### Palmeiras Esporte Clube (1944 - 1980)
Após definir seu apoio ao lado dos Estados Unidos contra o chamado Eixo na 2ª Guerra Mundial, o então Presidente da República Getúlio Vargas assinou um decreto de lei determinando que clubes esportivos estariam proibidos de ter nomes de nações, estados, territórios e municípios, nem mesmo podendo a associação incorporar ao seu nome próprio a palavra Brasil. Os quatro principais clubes da cidade teriam até março para mudar seus nomes ou entrar com recurso exigindo direito de manter o título. A diretoria do Brasil encaminhou requerimento ao Ministério da Educação e Saúde, por intermédio do CRD, a fim de obter permissão para continuar como Brasil, o que no fim foi negado. Assim, no dia 12 de março de 1944, houve uma reunião no Clube Náutico América em que por decisão unânime o nome do Brasil foi oficialmente mudado para Palmeiras Esporte Clube, motivado pelo time mandar seus jogos na Rua das Palmeiras, atual Alameda Duque de Caxias. Os outros times de Blumenau mudaram seus nomes para Aimoré (Amazonas), Guarani Esporte Clube (América) e Grêmio Esportivo Olímpico (Blumenauense).
A fase Palmeiras representa a parte mais frutífera da história do clube em relação a títulos. O time, junto ao seu rival Olímpico, foi ganhando mais notoriedade no cenário estadual, devido a quatro vice-campeonatos estaduais e do seu tetracampeonato local (de 1944 a 1947), com a conquista do super campeonato no ano seguinte. O clube também conquistou alguns torneios menores pela região. Durante este período fez-se necessária a construção de um novo estádio para o clube, uma vez que uma enchente que havia assolado a cidade em outubro de 1954 havia destruído completamente o campo do Palmeiras. O Estádio Aderbal Ramos da Silva foi inaugurado na década de 1960 e passou a ser um símbolo do clube.

### Blumenau Esporte Clube (1980 - 2004)
Em 1980, um grupo de empresários começou a investir alto no futebol blumenauense com o intuito de elevar o nome da cidade, polo industrial do Vale do Itajaí, porém, exigiam a mudança de nome do único clube restante da cidade, o Palmeiras, uma vez que os outros quatro clubes haviam desativado o futebol profissional em meados da década de 1970. A ideia já havia sido proposta cinco anos antes pelo então presidente Melchior Barbieri, mas não foi levada adiante para não mexer com as raízes já firmadas da denominação Palmeiras.
Empossado em março daquele ano com a demissão de Altair Carlos Pimpão, Ivan Carlos Rizzeto buscou apoio de contribuições da comunidade e empresários para que o futebol continuasse a ser algo sustentável. Após reuniões fora dos olhos da imprensa, um grupo de trinta empresários reuniu com o presidente do clube no Restaurante Chinês, em 19 de julho de 1980,[carece de fontes?] onde o presidente expôs o seu projeto, que foi logo aprovado, gerando assim um suporte financeiro para as pretensões da diretoria de investir em grandes contratações e criar um elenco competitivo, e assim, na mesma ocasião, foi decidido o novo nome: Blumenau Esporte Clube. Com a nova denominação criada, adiantou-se as eleições para compor a primeira diretoria do Blumenau, disputada em chapa única resultando na re-eleição de Ivan Carlos Rizzeto. Logo, grandes contratações foram realizadas a fim de justificar os altos investimentos feitos, e também foram adotadas novas cores para o clube, simbolizando a união dos antigos rivais Palmeiras (verde), Olímpico (grená) e Guarani (branco) - algo que patrimonialmente nunca aconteceu.
O primeiro jogo aconteceu em 2 de setembro de 1980, entre Blumenau e Joaçaba pela Taça Santa Catarina.[carece de fontes?] Antes do começo do jogo solenidades de inauguração da nova denominação Blumenau Esporte Clube foram realizadas, com as autoridades hasteando a bandeira do país, do Palmeiras, do Blumenau e a do estado, sob forte tensão emocional da torcida no lotado estádio. Após discursarem o presidente do Palmeiras, o então prefeito Renato Vianna e o secretário Ingo Zadrozny, enquanto a banda do 23º Batalhão de Infantaria tocava o hino nacional, foi feita uma alocução por Pedro Lopes sobre a criação do Blumenau Esporte Clube. Depois, os jogadores entraram em campo vestindo a camisa do Palmeiras por cima da camisa do Blumenau e após o cumprimento, tiraram as camisas verdes e brancas e jogaram-as à torcida, sob aplausos. No jogo, o Blumenau derrotou o Joaçaba com um gol de Cabinho, o primeiro da nova denominação em uma partida oficial. O mais importante era que a torcida havia aceitado a nova denominação, gritando "Blumenau, Blumenau" durante todo o jogo.
Com a extinção da rivalidade Olímpico-Palmeiras, criou-se uma expectativa entusiasmadora sobre o BEC tomando como exemplo o surgimento do futuro rival JEC em Joinville, que devido ao apoio de sua torcida ganhou nove títulos estaduais em dez anos;[carece de fontes?] porém, ao invés de se unirem, as duas facções rivais dos dois antigos clubes da cidade começaram a boicotar pessoas que fossem ligadas a outra. Mesmo com este obstáculo, o time conseguiu chegar às semifinais do primeiro Campeonato Catarinense com a nova denominação e em 1982, conquistou o título estadual de juniores. Porém, em 1985, foi rebaixado pela primeira vez em sua história, retornando a elite catarinense dois anos depois após conquistar o título da segunda divisão em cima do Figueirense.[carece de fontes?] Em 1988, conseguiu um dos principais êxitos de sua história, o vice-campeonato estadual decidido em uma final histórica contra o Avaí na Ressacada. Tal feito possibilitou o BEC a participar de sua primeira e única Copa do Brasil, em 1989, sendo eliminado pelo Flamengo nas oitavas-de-finais, jogando em pleno Maracanã. Após essa experiência, o BEC começou a se aventurar a nível nacional, disputando o Campeonato Brasileiro da 2ª Divisão de 1989 a 1991, e a 3ª Divisão em 1988, 1992, 1994, 1997 e 1998, todos sem muito êxito. Ainda em 1998, com o novo rebaixamento no campeonato estadual[carece de fontes?] e acometido por uma grave crise financeira, o futebol profissional do BEC foi desativado. As consequências foram danosas: através de ação jurídica, o INSS conseguiu a penhora do patrimônio do BEC por conta das dívidas do clube, prometendo retornar em 2000, mas ao invés o clube optou por decretar falência. Nos anos seguintes, houve tentativas de fazer renascer o futebol da cidade com a criação de clubes como Santa Catarina, Real e Metropolitano.
Em 2003, a justiça autorizou à Associação Beneficente União do Vale, administradora no processo de insolvência do clube, a gestão do clube e consequente retorno do clube ao futebol profissional, administrando a receita e dívidas do clube. O acordo previa que toda receita gerada pelo BEC teria 5% do valor destinado ao pagamento de dívidas anteriores do clube. Com o espírito renovado e reformas no Aderbal Ramos da Silva, o Blumenau Esporte Clube partiu para a disputa da série B1 do Campeonato Catarinense de 2004. No Turno alternava-se na liderança da competição, perdendo sua invencibilidade somente na última rodada contra o Brusque, e acabou chegando às semifinais, sendo eliminado pelo Juventus. No Returno, não teve o mesmo desempenho de antes, graças a crises financeiras e indefinição sobre novos patrocinadores, fazendo com que o clube ficasse na sexta posição na classificação geral.[carece de fontes?] Após a frustração no campeonato, a justiça destituiu a Associação Beneficente União do Vale como gestora da insolvência do BEC, nomeando um novo gestor: o advogado André Jenichen, que consegue quitar algumas dívidas do clube. Mesmo assim, o futebol profissional fechou as portas novamente.

### Blumenau Esporte Clube (2004 - 2008)

#### Pós BEC
Após o segundo fechamento do clube, surgiram novos clubes a fim de recuperar a herança deixada pelo BEC.
O primeiro surgiu em 2006 com a troca da razão social do Sport Club Madureira, campeão de 2004 do futebol em Blumenau, para Blumenau Sport Club Madureira, já que a marca BEC não poderia ser utilizada. Com a nova denominação, passou a utilizar as cores grená, verde e branco, e um escudo quase idêntico ao do BEC de 1980. O time entrou para a disputa da Divisão de Acesso do Campeonato Catarinense de 2006,[carece de fontes?] mandando seus jogos no Complexo Esportivo Bernardo Werner, uma vez que os bens do BEC incluíam o Estádio Aderbal Ramos da Silva. O time ganhou o returno da competição e disputou o quadrangular final com Videira, Camboriuense e Maravilha em turno e returno, mas acabou sendo eliminado. No ano seguinte, não participou de nenhuma competição e perdeu apoio com incentivo de setores jornalísticos de Blumenau para que investimentos fossem feitos no Metropolitano, e a perda de seu principal patrocinador, a Unimed, que decidiu formar uma cúpula de dirigentes para deter o comando do CAM. O vice-presidente da Unimed, Josemar de Oliveira, afirmaria na mesma ocasião que o BEC está falido, seu estádio vendido e possui dívidas, que se for reativado "vai aparecer cobrador de todo o lado". Enquanto isso, a questão da marca BEC, preterida pela direção do Blumenau Sport Club Madeira, aparentemente havia chegado a uma conclusão, passando os direitos para o BSCM, que teria mudado seu estatuto para acomodar a denominação e prometeu a volta aos gramados para 2008. Desde então, sua página oficial saiu do ar e não houve nenhuma notícia quanto as atividades do clube ou se ainda está ativo.

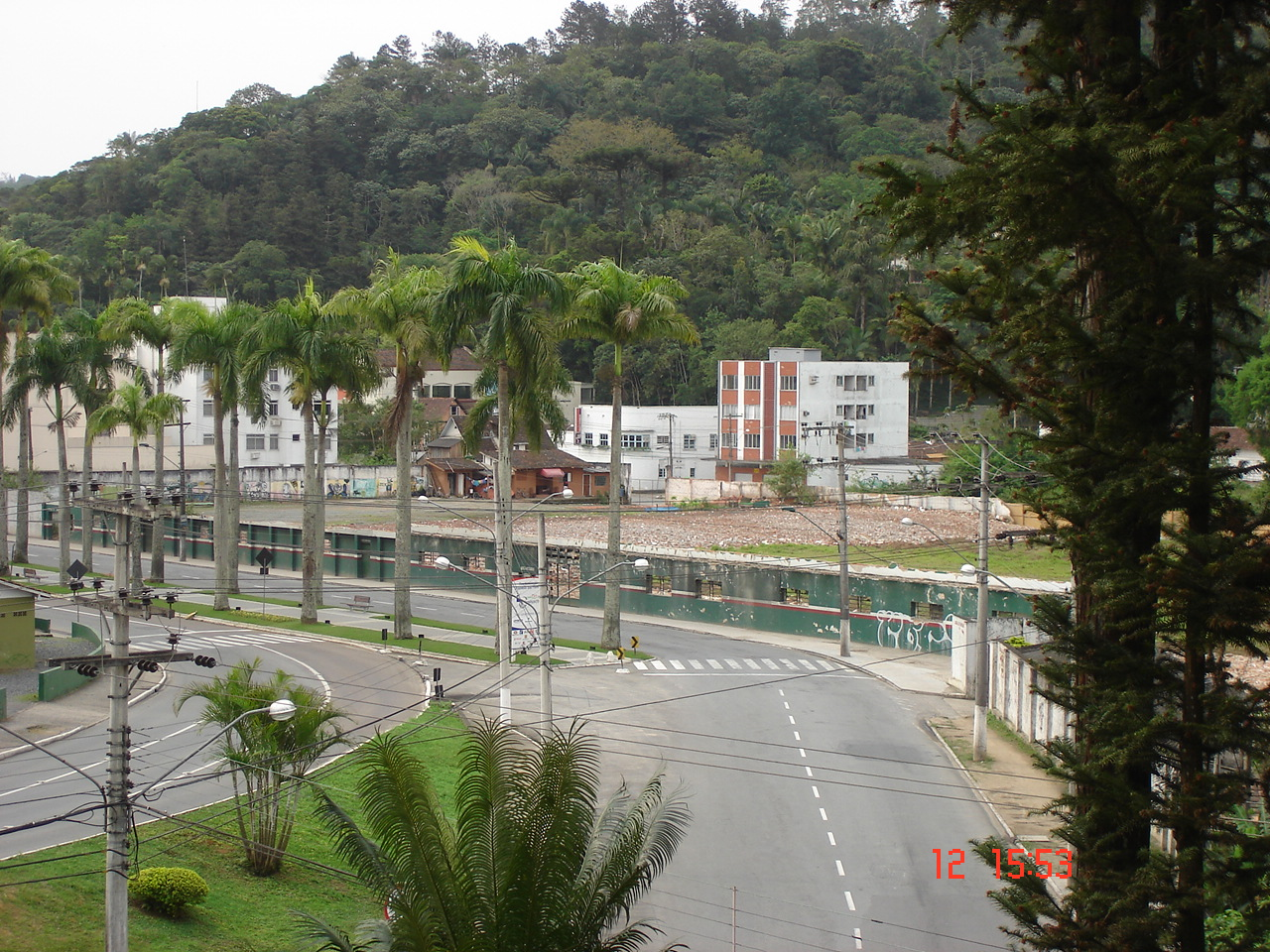
Estádio Aderbal Ramos da Silva, após ter sido demolido em setembro de 2007.

Em maio a Rede Globo gravou uma matéria com o repórter Tino Marcos, exibida três dias depois, sobre os três clubes da cidade e o estado do BEC e suas instalações, para a série "Órfãos da Arquibancada" do Globo Esporte, prometendo retornar a cidade para mostrar as mudanças que a matéria traria ao clube; e em 23 de setembro, após ter sido leiloado em 15 de março de 2006 pelo processo de insolvência do clube, o estádio Aderbal Ramos da Silva foi demolido. De acordo com rumores, a decisão teria sido tomada pelo novo dono Ailton Borba devido a mobilização de torcedores para tentar transformar o local em patrimônio histórico da cidade.
O segundo clube, comentado em 5 de março de 2007 com uma nota publicada no jornal Estado de Santa Catarina de que "um grupo de empresários está desenvolvendo um projeto para ressuscitar o Blumenau Esporte Clube. A iniciativa está sendo encabeçada por um ex-presidente do BEC", apareceria pela primeira vez somente no ano seguinte, quando foi definida sua participação na Divisão de Acesso do Campeonato Catarinense de 2008, com o nome de Blumenau Entretenimentos Comunitários, mantendo as cores e símbolos semelhantes aos do BEC e tendo José Alencar Farias, presidente do BEC em 1993, como presidente e Chicão, antigo ídolo do clube, como técnico. Em 7 de junho, foi anunciada uma parceria de dois anos entre o novo clube e o Paraná Clube, de Curitiba, que durou pouco mais de um mês devido "ao não cumprimento de diversos itens do acordo por parte do Blumenau Entretenimentos Comunitários". No mesmo dia, a FCF anunciou a desistência do clube na participação da Divisão de Acesso 2008.

## Títulos
| ESTADUAIS  | ESTADUAIS                            | ESTADUAIS  | ESTADUAIS                                                              |
|            | Competição                           | Títulos    | Temporadas                                                             |
|            | Campeonato Catarinense - Série B     | 1          | 1987                                                                   |
| MUNICIPAIS | MUNICIPAIS                           | MUNICIPAIS | MUNICIPAIS                                                             |
|            | Competição                           | Títulos    | Temporadas                                                             |
|            | Campeonato Blumenauense              | 12         | 1941, 1942, 1944, 1945, 1946, 1947, 1948, 1949, 1955, 1959, 1960, 1962 |
|            | Torneio Início de Blumenau           | 1          | 1964                                                                   |
|            | Torneio da Empresa Industrial Garcia | 1          | 1972                                                                   |
| ---------- | ------------------------------------ | ---------- | ---------------------------------------------------------------------- |

### Participações
| Competição     | Competição                       | Temporadas | Melhor campanha         | Estreia | Última |
| Santa Catarina | Campeonato Catarinense - Série A | 45         | Vice-campeão (6 vezes)  | 1927    | 1998   |
| Santa Catarina | Campeonato Catarinense - Série B | 4          | Campeão (1987)          | 1986    | 1993   |
| Santa Catarina | Campeonato Catarinense - Série C | 1          | 6º colocado (2004)      | 2004    | 2004   |
| Santa Catarina | Copa Santa Catarina              | 3          | 9º colocado (1991)      | 1991    | 1998   |
| Brasil         | Copa do Brasil                   | 1          | Oitavas de Final (1989) | 1989    | 1989   |
| Brasil         | Campeonato Brasileiro - Série B  | 3          | 12º colocado (1990)     | 1989    | 1991   |
| Brasil         | Campeonato Brasileiro - Série C  | 5          | 9º colocado (1988)      | 1988    | 1998   |

## Estádios

### Estádio Aderbal Ramos da Silva
O Estádio Aderbal Ramos da Silva, também chamado de "Velho Deba", fez-se necessário uma vez que o antigo campo em que o então Palmeiras mandava seus jogos havia sido destruído pela enchente de outubro de 1954. Sua construção foi determinada pela diretoria eleita para o biênio 1955-1957 e demorou mais de 5 anos para ser concluído, inclusive enfrentando uma nova enchente em 1961, que dificultou as obras. Localizado na atual Alameda Duque de Caxias e com capacidade para 4.000 pessoas, só foi terminado graças a campanhas para juntar fundos e a doações de materiais por comerciantes e particulares, além do apoio possível dado pelo poder público às obras, uma vez que o clube não dispunha de verbas suficientes. Foi feito de tudo para que as instalações fossem dignas e que possuíssem os requisitos necessários para a prática do esporte.
O estádio foi utilizado desde sua construção até 2004, último ano em que o BEC participou de competições. Após isso, ele foi leiloado pela quantia de R$1,3 milhões a fim de sanar as dívidas com o INSS pelo processo de insolvência do clube e por fim demolido em 2007.

### Complexo Esportivo Bernardo Werner
O clube utilizou o Complexo Esportivo Bernardo Werner, conhecido localmente como "Estádio Monumental do SESI" nas etapas finais dos campeonatos catarinenses e no primeiro jogo contra o Flamengo na Copa do Brasil de 1989, uma vez que as regras pré-estabelecidas exigiam uma capacidade superior às 4.000 pessoas que o Aderbal Ramos da Silva comportava.

## Participações e Títulos

### Participações
O Blumenau Esporte Clube participou de várias competições locais, estaduais e até mesmo nacionais.
No Campeonato Catarinense o clube disputou 50 vezes em toda a sua história, sendo 7 vezes entre as duas razões sociais Brasil, 22 vezes sob o nome Palmeiras e 21 chamando-se BEC. Sua campanha mais notavel no Campeonato Catarinense ocorreu no ano de 1988 quando se sagrou Vice-campeão em partida disputada no estádio da Ressacada contra o Avaí. Também disputou todas as edições da Taça Santa Catarina, 2 vezes a Copa Santa Catarina e disputou em 1989 a Copa do Brasil, sendo eliminado na segunda fase em partida contra o Flamengo no estádio do Maracanã.

#### Participações Nacionais
- Copa do Brasil: 1989
- Campeonato Brasileiro Série B: 1989, 1990, 1991
- Campeonato Brasileiro Série C: 1988, 1992, 1994, 1997, 1998

## Símbolos

### Uniforme
| Uniforme 1: - Camisa: Grená, verde e branca (da gola para baixo, respectivamente) - Calção: Branca - Meia: Branca | Uniforme 2: - Camisa: Branca - Calção: Grená - Meia: Verde |

### Escudos
O primeiro escudo do clube surgiu somente com a mudança de denominação para Palmeiras Esporte Clube, em 1944. O escudo em si é muito semelhante ao símbolo central do escudo utilizado pelo Palestra Itália em 1942, mudando só as cores para verde e branco. Em 1980, a partir da mudança para Blumenau Esporte Clube e a adesão da nova cor grená em adição as já estabelecidas como Palmeiras, o clube mudou seu brasão a fim de integrar todas as suas cores: passou a ter o escrito Blumenau em branco e abaixo duas listras grossas verde e grená, com uma pequena linha branca entre elas. Este escudo seria utilizado até 1996. O novo brasão tornou-se mais complexo, seguindo as tendências da década, e adicionando novos elementos. Pela primeira vez se tornou circular, com uma borda branca com o nome do clube e sua data de fundação escritas em verde, contornando uma parte circular menor central que apresentava as cores do clube saindo de uma bola de futebol com a sigla BEC em vermelho. Foi usado até o fim das atividades do clube em 2004.

### Hino
O hino do Blumenau EC é o Mesmo do Atual Blumenau, apenas mudando a melodia, ritmo, e  estilo de música, com o hino do Blumenau de 1919 sendo mais calmo e o atual mais agitado.
Letra:
O verde da esperança,
O vermelho da emoção,
O branco da pureza,
São as cores do nosso coração.
Da blumenau querida, do vale do itajaí.
O pavilhão verde, vermelho e branco,
Veio a todos unir.
O pavilhão verde, vermelho e branco,
Veio pra ficar e vencer.
O verde da esperança,
O vermelho da emoção,
O branco da pureza,
São as cores do nosso coração.
Meu blumenau guerreiro, do vale do itajaí.
Com disciplina, bravura e talento,
Rolando a bola no chão,
Com disciplina, bravura e talento,
Veio pra ser campeão.
Com disciplina, bravura e talento,
Rolando a bola no chão,
Com disciplina, bravura e talento,
Veio pra ser campeão.
Lá lá lá lá lá lá